# Змішане навчання
Змішане навчання (англ. blended learning) — це форма навчання, у якій поєднується онлайн навчання, традиційне та самостійне навчання. Мається на увазі не просто використання сучасних інтерактивних технологій на додаток до традиційних, а якісно новий підхід до навчання, що трансформує, а іноді й «перевертає» клас (англ. flipped classroom). Внаслідок збройної російської агресії в Україні впроваджено змішане навчання.
Можна виділити шість ключових складників впровадження змішаного навчання в освітній процес закладу.

## Складові навчання
Складова 1: Лідерство, як необхідна умова впровадження змішаного навчання. Успішне впровадження змішаного навчання потребує сильного та послідовного лідерства як на рівні органів керування освітою (місто, район), так і на рівні шкіл — маються на увазі керівники та педагогічні працівники шкіл. Лідерство є основою, на якій будуються всі інші компоненти, і має на меті сприйняття змішаного навчання усіма учасниками навчального процесу, з тим, щоб воно стало частиною філософії та культури школи.
Складова 2: Професійний розвиток. Професійний розвиток є ключовим компонентом забезпечення виконання завдань, визначених дорожньою картою впровадження ЗН. Скоординований, деталізований та систематичний план професійного розвитку на основі заявлених цілей повинен бути доведений до відома усіх учасників процесу впровадження — керівників та виконавців. Програми професійного розвитку слід адаптувати відповідно до потреб вчителів, що будуть працювати у середовищі змішаного навчання, а також  адміністрації шкіл.
Складова 3: Здійснення навчальної діяльності. Структурні елементи забезпечення ЗН. Застосування змішаного навчання вимагає використання цифрових інтерактивних систем, які є засобами доставляння навчального змісту, забезпечують вчителів, шкільних адміністраторів, учнів та батьків даними про успішність учнів в режимі реального часу, а також надають можливість легко адаптувати навчальний зміст та інструкції на основі показників успішності учнів. Цифрові інтерактивні системи включають системи управління навчанням (LMS), системи управління контентом (CMS), засоби інформування учнів, що використовуються як у школі так і поза нею, та забезпечують адміністративні, педагогічні та учнівські потреби у змішаному навчальному процесі.
Складова 4: Реорганізація навчального процесу. Починаємо з перевернутого класу. Внутрішні установки та мотивація вчителів-предметників визначальним чином  впливають на процес упровадження змішаного навчання. Вчителі мають сприйняти та точно зрозуміти напрямки реорганізації навчального процесу і бути впевненими у позитивних змінах, які, за умови успішного впровадження ЗН, мають відбутися як у самому процесі навчання, так і у його результативності. Найбільш доступна форма реалізації змішаного навчального процесу — перевернутий клас — може розглядатися як корисна сходинка до здійснення більш ґрунтовної реорганізації навчання в рамках інших моделей ЗН.
Складова 5: Електронні освітні ресурси для ЗН. Рішення придбати та/або розробити власний цифровий контент має важливе значення для впровадження онлайнових та змішаних технологій навчання. Вчителі можуть створювати власний контент, використовувати контент сторонніх розробників або комбінацію обох. Прийняття відповідних рішень обумовлюється навчальним навантаженням вчителів, наявністю та обсягом фінансування, відповідністю стороннього контенту освітнім стандартам та календарно-тематичним планам і т. ін.
Складова 6: Технологічна інфраструктура забезпечення ЗН. Для успішної реалізації змішаного навчання необхідна відповідна технологічна інфраструктура. Це включає в себе надійну телекомунікаційну мережу, програмне забезпечення та апаратні засоби, постійний доступ до яких необхідно забезпечити учням та вчителям. Окрім наявності технологічної інфраструктури, педагоги та учні потребують ефективної технологічної підтримки у процесі здійснення навчання в цифровому середовищі.
Перехід до змішаного навчання можливий за умови зміни концепції оплати праці викладача — від поурочної до погодинної.